# Abimelec (judecător)
Abimelec (în ebraică: Avimeleh אֲבִימֶלֶךְ / אֲבִימָלֶךְ, cu semnificația "tatăl meu, regele") este un personaj din Vechiul Testament.
Conform tradiției biblice, era fiul judecătorului Ghedeon (sau Gideon) și al unei concubine a acestuia din Sihem (Shkhem) (azi Nablus).El i-a mǎcelǎrit pe cei 70 de frați ai săi pentru a se proclama dupa aceea rege al orasului Sihem. De fapt, a supraviețuit cel mai mic dintre ei, Yotam , care l-a blestemat și i-a avertizat pe locuitorii din Sihem despre tarele monarhiei.
Abimelec  este menționat detaliat în Cartea Judecătorilor, capitolul 9.